# Chief Communications Officer
Der Chief Communications Officer (CCO) ist eine berufliche Funktion für einen hochrangigen Kommunikationsmanager, meist den Leiter der Abteilung für Kommunikation, Public Relations und/oder öffentliche Angelegenheiten innerhalb eines Unternehmens. Meist berichtet der CCO an den Chief Executive Officer (CEO).

## Aufgaben
Der CCO ist als Chief Officer in erster Linie verantwortlich für die Verwaltung der internen und externen Kommunikation eines Unternehmens. Er ist in der Regel zuständig für die Kommunikation mit einem breiten Spektrum von Interessensgruppen. Dies können Mitarbeiter, Aktionäre, Medien, Blogger, einflussreiche Mitglieder aus der Wirtschaft, der Presse, des Staates und der Öffentlichkeit sein. In der Regel arbeitet der CCO mit anderen Mitgliedern des Unternehmens, wie Investoren, Analysten, Kunden und Vorstandsmitglieder zusammen. Die meisten Unternehmen lassen sich von CCOs beraten, um die öffentliche Auswirkung von Entscheidungen abschätzen zu können.